# Aire urbaine du Gard
 (janvier 2014).
- Si vous ne connaissez pas le sujet, laissez ce bandeau (vous pouvez alors contacter les auteurs).
- Si vous supprimez le contenu mis en cause (vous pouvez préalablement contacter les auteurs),

argumentez précisément cette suppression dans la page de discussion
(un manque de référence n'est pas un argument ; une recherche réelle de référence doit avoir été effectuée, être formellement documentée).
 (janvier 2014).
Si vous disposez d'ouvrages ou d'articles de référence ou si vous connaissez des sites web de qualité traitant du thème abordé ici, merci de compléter l'article en donnant les références utiles à sa vérifiabilité et en les liant à la section « Notes et références ».
Le Gard est un département du sud de la France qui compte 718 357 habitants et 10 aires urbaines dont 4 aires urbaines qui sont étendues sur deux ou plusieurs départements.

## Les aires urbaines délimités par l'Insee en 2010

### Nombre et caractéristiques
Au recensement de 1999, l'Insee a délimité 10 aires urbaines qui sont entièrement ou en partie dans le Gard, qui regroupent 148 des 353 communes du Gard soit 42 % des communes et 524 718 des 718 357 habitants du Gard sois 79 % des habitants.
Nombre d'Aires Urbaines par tranche de population (Seulement la population qui se trouve dans le Gard)  :
| Population (2009) | Nombre |
| ----------------- | ------ |
| Plus de 100 000   | 2      |
| 50 000 à 99 999   | 1      |
| 20 000 à 49 999   | 2      |
| 10 000 à 19 999   | 3      |
| 5 000 à 9 999     | 1      |
| Moins de 5 000    | 1      |
| Total             | 10     |

### Les 9 aires urbaines
Voici la liste des 9 aires urbaines du Gard : 
Remarque importante : La  Population  c'est la population de l'Aires Urbaines sans les communes qu'elle comprend hors du Gard.
|   | Aires Urbaines                          | Population (2009) | Communes (2009) | Superficie (km²) (2009) | Densité (hab./km²) (2009) |
| - | --------------------------------------- | ----------------- | --------------- | ----------------------- | ------------------------- |
| 1 | Aire urbaine de Nîmes                   | +00242 508,       | +00046,         | +753,                   | +322,                     |
| 2 | Aire urbaine d'Alès                     | +00112 741,       | +00052,         | +662,                   | +170,                     |
| 3 | Aire urbaine d'Avignon partie gard      | +00036 209,       | +0 0008,        | +142,                   | +255,                     |
| 4 | Aire urbaine de Bagnols-sur-Cèze        | +00023 111,       | +0 0004,        | +92,                    | +252,                     |
| 5 | Aire urbaine de Beaucaire partie Gard   | +00015 894,       | +0 0001,        | +87,                    | +184,                     |
| 6 | Aire urbaine de Pont-Saint-Esprit       | +00015 007,       | +0 0005,        | +72,                    | +207,                     |
| 7 | Aire urbaine d'Uzès                     | +00011 764,       | +0 0004,        | +68,                    | +172,                     |
| 8 | Aire urbaine du Vigan                   | +0 0008 607,      | +00015,         | +204,                   | +42,                      |
| 9 | Aire urbaine de Montpellier partie Gard | +00 000544,       | +0 0001,        | +13,                    | +42,                      |
|   | Total Aires Urbaines du Gard            | 524 718           | 148             | +2 755,                 | +190,                     |

## Communes du Gard

### Communes de plus de 5 000 habitants
Sur les 353 communes que comprend le département du Gard, 22 ont en 2008 une population municipale supérieure à 5 000 habitants et 7 ont plus de 10 000 habitants.
| Commune                | Pop. 2008 | variation 2008/1999 | Commune                 | Pop. 2008 | variation 2008/1999 |
| ---------------------- | --------- | ------------------- | ----------------------- | --------- | ------------------- |
| Nîmes                  | 140 267   | 7,5 %               | Le Grau-du-Roi          | 8 110     | 39,1 %              |
| Alès                   | 40 520    | 2,1 %               | Aigues-Mortes           | 7 891     | 26,5 %              |
| Bagnols-sur-Cèze       | 18 506    | 2,3 %               | Rochefort-du-Gard       | 6 930     | 16,8 %              |
| Beaucaire              | 15 505    | 10,9 %              | Saint-Christol-lès-Alès | 6 740     | 17,8 %              |
| Saint-Gilles           | 13 507    | 13,6 %              | Bellegarde              | 6 202     | 25,8 %              |
| Villeneuve-lès-Avignon | 12 756    | 7,2 %               | Bouillargues            | 5 805     | 8,4 %               |
| Vauvert                | 11 247    | 8,6 %               | Manduel                 | 5 725     | == -0,2 %           |
| Pont-Saint-Esprit      | 10 046    | 6,3 %               | Milhaud                 | 5 611     | 14,5 %              |
| Marguerittes           | 8 671     | 5,8 %               | Laudun-l'Ardoise        | 5 438     | 5,1 %               |
| Les Angles             | 8 269     | 8,1 %               | Roquemaure              | 5 238     | 7,4 %               |
| Uzès                   | 8 213     | == 1,3 %            | La Grand-Combe          | 5 187     | -9,4 %              |